# Serra de Maranguape
A Serra de Maranguape é uma serra localizada no norte cearense, na Região Metropolitana de Fortaleza nos municípios de Maranguape e Caucaia. Seu ponto culminante é o Pico da Rajada, no município de Maranguape. É o divisor de águas das bacias hidrográficas dos rios Ceará e Maranguapinho. Juntamente com a Serra de Aratanha, a Serra de Maranguape é praticamente uma extensão do Maciço de Baturité.
O  clima predominante é o tropical quente e úmido, sendo bastante influenciado pela proximidade do oceano, o que faz com que seja uma região de elevados índices pluviométricos.
Sua vegetação em baixas altitudes é a floresta caducifólia tropical pluvial ou mata seca, e floresta perenifólia tropical plúvio-nebular ou mata úmida serrana, nas maiores altitudes.